# إيرينا تيريخوفا
إيرينا تيريهوفا (الروسية:Ирина Терехова، من مواليد 13 أبريل 1989) ممثلة وعارضة أزياء روسية. وهي معروفة أيضًا باسم إيرينا تي وأسست موقع الويب الذي يحمل نفس الاسم. هاجر تيريهوفا من مولدوفا إلى كندا في سن الثانية عشرة. من عام 2015 إلى عام 2016 ، اكتسبت شهرة لأول مرة ككاتب لموقع مدونة أم تي إل في مونتريال للأخبار. في عام 2016 تزوجت من لاعب فنون قتالية في بطولة لوثوي العالمية ديف ليدوك، في حفل زفاف بثه التلفزيون في ميانمار.